# سینتیا لومیس
سینتیا لومیس (به انگلیسی: Cynthia Lummis) سیاستمدار آمریکایی و سناتور ایالات متحده از وایومینگ است. او از سال ۲۰۰۹ تا ۲۰۱۷ نمایندهٔ حوزه انتخابیه کلی وایومینگ از حزب جمهوری‌خواه ایالات متحده آمریکا در مجلس نمایندگان ایالات متحده آمریکا بود. او نامزد انتخابات ۲۰۲۰ سنای ایالات متحده از وایومینگ بود که پیروز شد.

## اظهارات
از رمزارزها برای برنامه های بازنشستگی ایالات متحده حمایت می‌کنیم.
من می خواهم ببینم که افراد می توانند از بیت کوین و رمزارزها ی مورد علاقه خود که با موانع ضد پولشویی و قانون رازداری بانک همسو هستند، استفاده کنند.
من نمی‌خواهم که همه پول خود را در بیت کوین سرمایه‌گذاری کنند، درست همانطور که نباید همه سرمایه‌گذاری های خود را به دلار انجام دهند.